# Quœux-Haut-Maînil
Quœux-Haut-Maînil ist eine französische Gemeinde mit 215 Einwohnern (Stand 1. Januar 2022) im Département Pas-de-Calais in der Region Hauts-de-France (bis 2015 Nord-Pas-de-Calais). Sie gehört zum Arrondissement Arras und zum Gemeindeverband Ternois.

## Geografie
Die nordfranzösische Gemeinde Quœux-Haut-Maînil liegt im Südwesten der historischen Landschaft Ternois, etwa 30 Kilometer nordöstlich von Abbeville und 50 Kilometer westlich von Arras. Das Gemeindegebiet umfasst einen Abschnitt des langgezogenen Plateaus zwischen den Flusstälern von Authie und Canche, die fast parallel nach Nordwesten zum Ärmelkanal ausgerichtet sind. Charakteristisch für Quœux-Haut-Maînil und Umgebung sind weite Acker- und Weideflächen, unterbrochen von vor Wind schützenden langen Baumreihen, sowie das Fehlen von größeren Waldgebieten. Die Böden sind sehr kalkhaltig, sodass Niederschläge schnell versickern. Am Rand des Plateaus haben sich einige Trockentäler in das Relief eingeschnitten (Fond des Six Pierres, Fond de Vieil-Hesdin, Fond des Carrières). 
Die Gemeinde besteht aus den Siedlungen Quœux und Haut-Maînil sowie dem Weiler Montorgueil.
Nachbargemeinden von Quœux-Haut-Maînil sind Wail im Norden, Galametz und Fillièvres im Nordosten, Haravesnes im Südosten, Vaulx im Süden, Gennes-Ivergny im Südwesten, Fontaine-l’Étalon im Westen sowie Vacqueriette-Erquières im Nordwesten.

## Geschichte
Die Gemeinde entstand 1972 mit der Fusion von Quœux und Haut-Maînil. 1346 fand in der Umgebung der heutigen Gemeinde die Schlacht von Crécy statt.

### Bevölkerungsentwicklung
| Jahr      | 1962 | 1968 | 1975 | 1982 | 1990 | 1999 | 2010 | 2021 |
| Einwohner | 219  | 185  | 309  | 328  | 273  | 262  | 251  | 219  |

Im Jahr 1806 wurde mit 472 Bewohnern die bisher höchste Einwohnerzahl ermittelt. Die Zahlen basieren auf den Daten von cassini.ehess und INSEE.

## Sehenswürdigkeiten
Die Kirche Saint-Jacques wurde 1774 neu errichtet unter Beibehaltung des Turmes aus dem 15. Jahrhundert mit einem geschnitzten Beichtstuhl aus dem 18. Jahrhundert
Die Kirche Saint-Thomas im Ortsteil Haut-Maînil wurde ebenfalls 1774 errichtet.

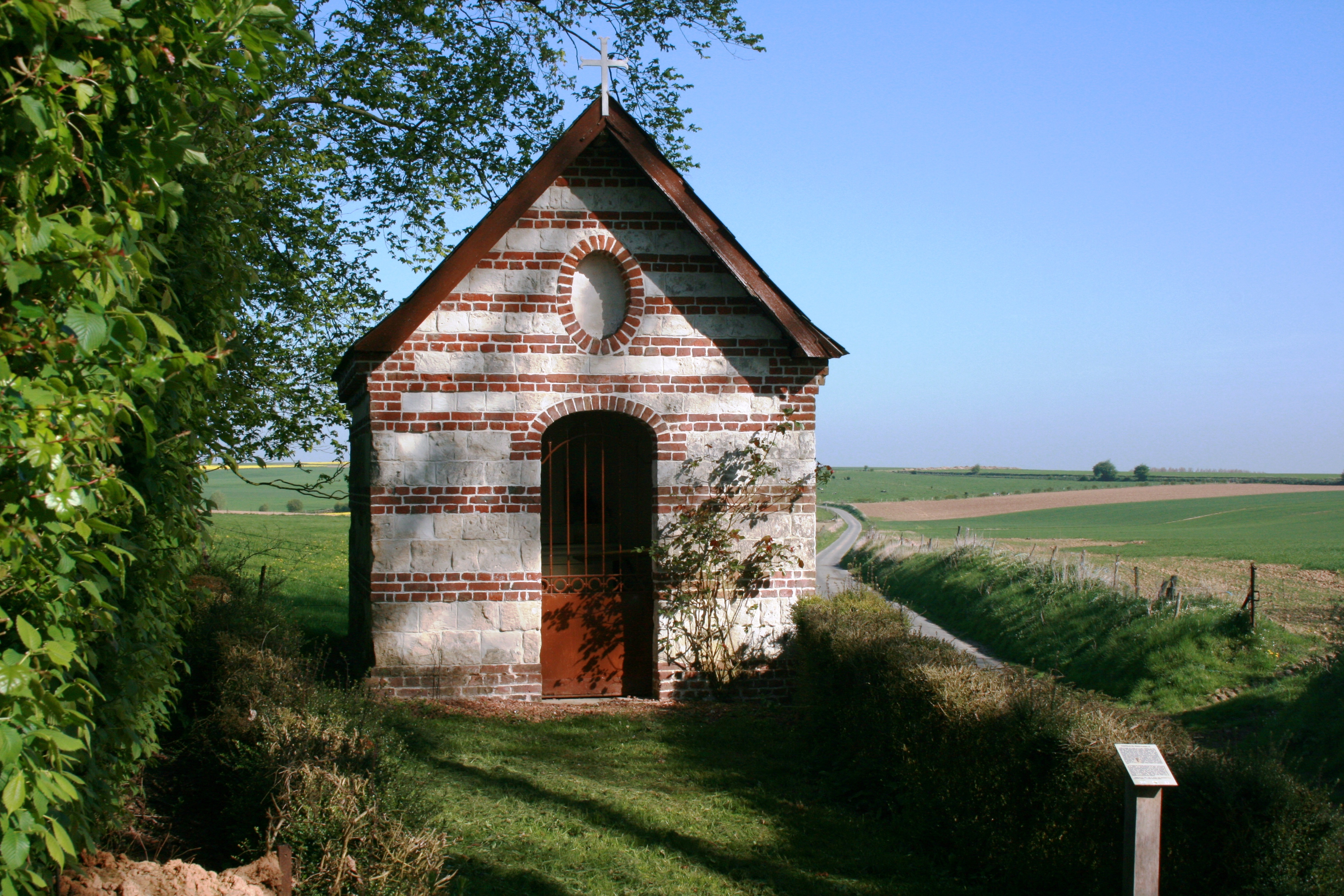
Kapelle Jesus-Flagellé
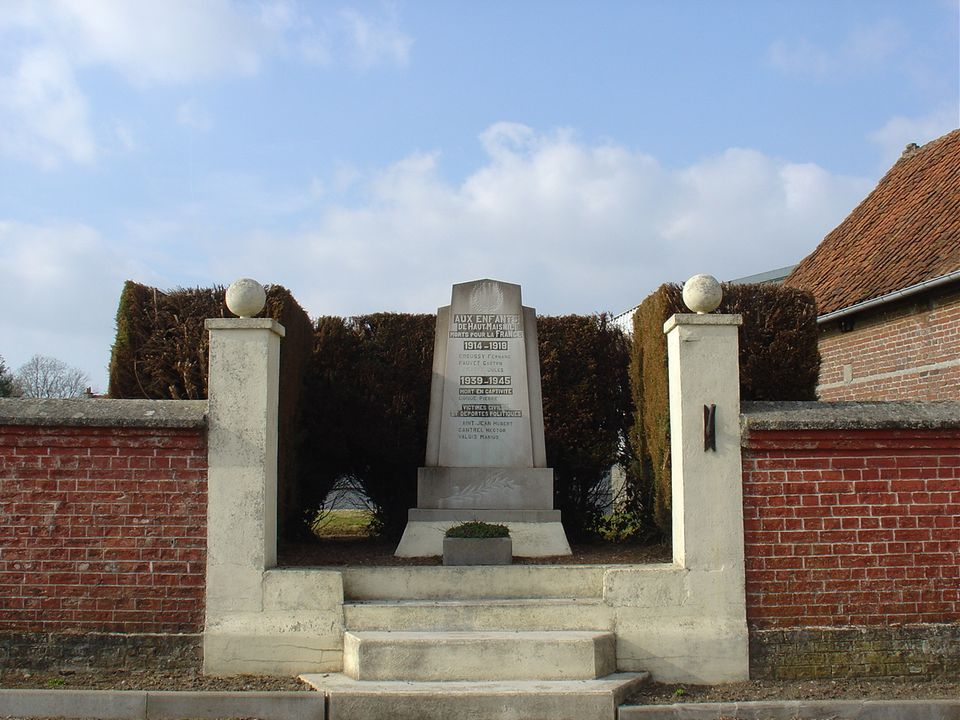
Gefallenendenkmal

## Wirtschaft und Infrastruktur
Quœux-Haut-Maînil hat seinen dörflichen Charakter bewahrt. Die Landwirtschaft, insbesondere die Schafhaltung, spielt eine wichtige Rolle. In der Gemeinde sind heute noch 15 Landwirtschaftsbetriebe im Haupterwerb ansässig.
Straßenverbindungen bestehen in die nahegelegenen Gemeinden Haravesnes, Fillièvres, Fontaine-l’Etalon, Vacqueriette-Erquières sowie nach Auxi-le-Château. In der elf Kilometer entfernten Stadt Hesdin kreuzen sich die Fernstraßen Saint-Omer–Abbeville und Arras–Berck.

## Belege
1. ↑  Quœux-Haut-Maînil auf cassini.ehess
2. ↑  Quœux-Haut-Maînil auf INSEE
3. ↑  Eintrag auf patrimoine-de-france.org (Memento vom 24. April 2008 im Internet Archive) (französisch)
4. ↑  Beschreibung auf ccauxilois.free.fr/34 (französisch)